# オルーミーイェ湖
オルーミーイェ湖はイランの北西にある塩湖。イラン最大の湖で、面積はおよそ5,960 km²である。ただし2000年代以降、水位低下が著しく進行しており実際の面積も減少傾向にある。ウルミア湖、ウルミエ湖ともいう。

## 概要
以前は、中東ではカスピ海に次ぐ巨大な塩湖で、最も深いところは深さ16 m。湖の中にはいくつかの島があり、渡り鳥の休憩地となっていた。湖はオオフラミンゴとモモイロペリカンの重要な生息地であり、周辺には塩類平原が広がる 。島々にはピスタチオの森とヨモギ属のステップ植生があり、南部のいくつかの島にはペルシアダマジカとムフロンが生息している。
国立公園に指定されている。1975年にラムサール条約、1976年にユネスコの生物圏保護区に登録された。
流入する河川でのダム整備の影響で20年前から水位の低下が目立ち、現在では湖の半分が干上がって湖底が露出。乾燥して塩分が堆積し、周辺農地の塩害や大気汚染による健康被害が懸念される事態となっている。

## 交通
西岸のオルーミーイェと東岸のタブリーズとの間には、フェリーが運行されてきたが、湖岸線の後退に伴い船着き場を移動させ、新たな船着き場までは道路を建設することで航路は維持されていた。しかし、湖の縮小には歯止めが掛からず2008年9月に航路の停止が発表されている。

## 保護活動
戦争などの影響で長く保護活動が行われていなかったが、2013年に保護活動が進められるようになった。育てるのに水を多く使用しない作物の奨励や、蒸発の少ない夜に水を撒くなどの節水の指導が行われ、水使用量を30％減らしながら、生産量が50％増加する結果も得られた。またKani Sibダムから水を移送するトンネルも作られた。
2021年、日本とイラン両国政府は国際連合開発計画（UNDP）と連携して、湖の水資源の管理を行うための無償資金協力「オルミエ湖その他湿原における環境管理及び持続可能な生計促進計画」に関する文書に署名した。供与限度額は3億1,300万円。